# Sint-Lambertuskerk (Vlekkem)

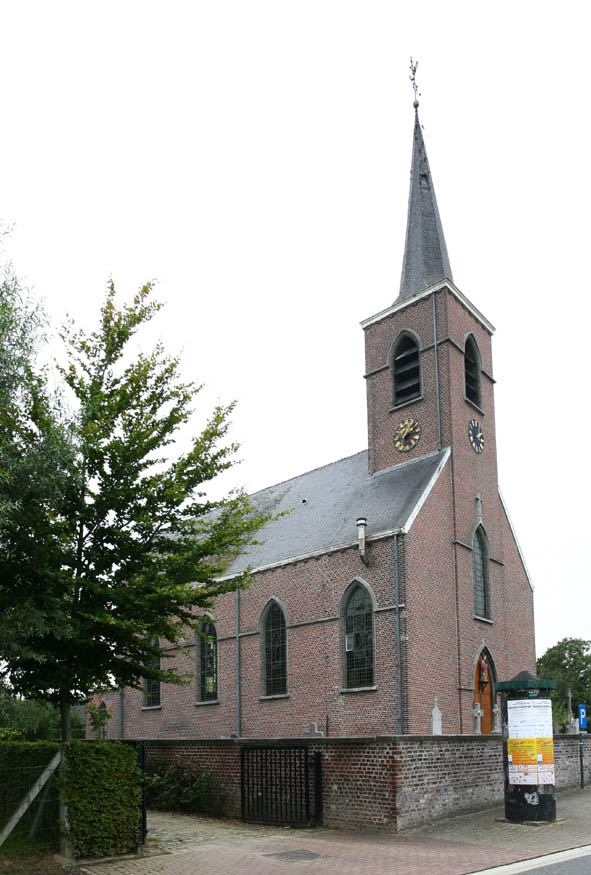
Sint-Lambertuskerk

De Sint-Lambertuskerk is de parochiekerk van de tot de Oost-Vlaamse gemeente Erpe-Mere behorende plaats Vlekkem, gelegen aan Vlekkemdorp.
Een oudere en lager gelegen kerk werd in 1858-1860 vervangen door het huidige bouwwerk.
Het betreft een naar het westen georiënteerd bakstenen driebeukig kerkgebouw met ingebouwde oosttoren en driezijdig afgesloten koor.
De altaren, de biechtstoel en het marmeren doopvont zijn 18e-eeuws. Uit dezelfde eeuw zijn een Sint-Lambertusbeeld en een Mariabeeld. In 1992 werd een nieuwe kruisweg aangebracht, vervaardigd door Herman De Somer. Het orgel werd in 1912 geplaatst en is afkomstig van de Gentse Sint-Jozefskerk.